# Velilla de San Antonio
Velilla de San Antonio es un municipio y localidad española de la Comunidad de Madrid. El término municipal tiene una población de 14 003 habitantes (INE 2024).

## Geografía
La localidad está situada a una altitud de 553 m sobre el nivel del mar. La máxima altitud del municipio es de 605 m en el punto donde confluyen los términos de Mejorada, Loeches y Velilla. La altitud más baja es 537 m en la laguna más al sur del topónimo Lagunas de Velilla.
La mayor parte de su término municipal se asienta en la vega del Jarama, dentro del área protegida del parque regional del Sureste. Limita con Mejorada del Campo, Loeches, Arganda del Rey y Rivas-Vaciamadrid. En el término municipal se asientan tres polígonos industriales. Los cultivos de cereales y productos hortofrutícolas se han mantenido en parte del término. La localidad está situada a unos 20 km del centro de la capital. Se une con Madrid por la autopista R-3.
| Noroeste: Rivas-Vaciamadrid | Norte: Mejorada del Campo | Noreste: Mejorada del Campo |
| Oeste: Rivas-Vaciamadrid    |                           | Este: Loeches               |
| Suroeste: Rivas-Vaciamadrid | Sur: Arganda del Rey      | Sureste: Arganda del Rey    |

### Medio ambiente
Las lagunas junto al Jarama, además del propio río, son una de las principales señas de identidad de la fisiografía de Velilla de San Antonio. Originadas por la actividad minera —extracción de áridos—, están catalogadas como humedales protegidos, al amparo de la normativa vigente para el parque regional del Sureste. Las principales lagunas son El Raso, Picón de los Conejos y El Soto. Estos humedales son utilizados por numerosas especies de aves como zona de invernada, pero destaca sobre todo la diversidad y alta concentración de individuos en las épocas de migración.
Anualmente, el Ayuntamiento de Velilla de San Antonio participa en el programa de educación ambiental y voluntariado En el Parque Vivo dirigido por la Asociación Centro Trama. El programa cuenta con el apoyo de la Fundación Biodiversidad.
En la actualidad, el Ayuntamiento ha solicitado la reconstrucción del camino y talud que separa las lagunas de Rivas del curso del río Jarama tras el derrumbe del invierno de 2018.

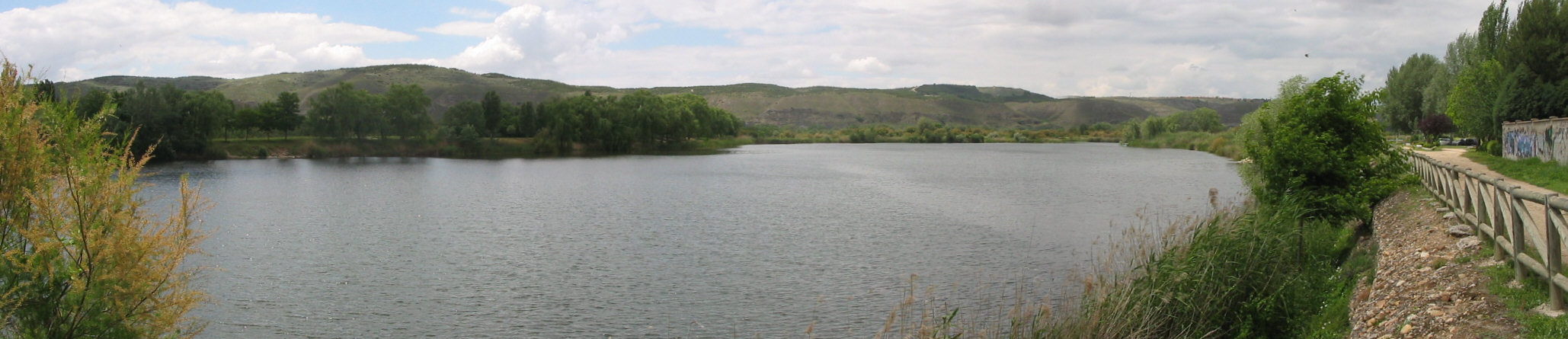
Laguna de El Raso, parque regional del Sureste. Al fondo los cantiles yesíferos del Mioceno, ya en el término municipal de Rivas-Vaciamadrid

## Historia
El estudio de diversos yacimientos arqueológicos de esta zona del valle del Jarama indica que el actual Velilla de San Antonio ha sido un núcleo habitado de forma estable al menos desde la segunda mitad del siglo I d. C. En 1991, la doctora Zarzalejos Prieto publicó la memoria El yacimiento romano de Velilla de San Antonio (Madrid) la tierra sigillata, con los resultados de las excavaciones arqueológicas llevadas a cabo en esta localidad.
A mediados del siglo XIX, la villa tenía contabilizada una población de 292 habitantes. Aparece descrita en el decimoquinto volumen del Diccionario geográfico-estadístico-histórico de España y sus posesiones de Ultramar de Pascual Madoz de la siguiente manera:

VELILLA DE SAN ANTONIO: v. con ayunt. de la prov. y aud. terr. de Madrid (3 1/2 leg.), part. jud. de Alcalá de Henares (3 1/4), c. g. de Castilla la Nueva, dióc. de Toledo (16). sit. en una llanura á la dist. de 1,000 pasos del r. Jarama; le combaten con mas frecuencia los vientos N. y S.; el clima es templado, y sus enfermedades mas comunes tercianas y cuartanas. Tiene 66 casas distribuidas en 9 calles y una plaza; casa de ayunt., cárcel y una igl. parr. aneja de Mejorada, que sirve un teniente nombrado por el párroco; cementerio saludable en los afueras; y una ermita, Ntra. Sra. de la Concepcion. Confina el terr. N. Mejorada del Campo; E. Loeches; S. Arganda, y O. Ribas; se estiende 3/4 leg. de N. á S. y 1/2 de E. á O., y comprende un desp. titulado Torrebermeja, en el cual hay 2 casas de labranza con los nombres de Peralta y Agonizantes; una deh. de 85 fan. de cabida; algun viñedo y varios olivares. Le cruza el citado r. Jarama, de cuyas aguas se utilizan los vec. para sus usos y el de los ganados. El terreno es de buena calidad. caminos los locales en buen estado. El correo se recibe en Arganda por balijero. prod.: trigo, cebada, centeno, vino, aceite y algo de hortalizas; mantiene ganado lanar y mular; cria caza de liebres y conejos, y pesca de barbos. ind.: un molino de aceite. pobl.: 49 vec., 292 alm. cap. prod.: 3.147,671 rs. imp.: 154,898. contr.: el 9'65 por 100.
(Madoz, 1849, p. 654)

En 2004, Velilla de San Antonio fue reconocida por UNICEF como «Ciudad amiga de la infancia».

## Demografía
Cuenta con una población de 14 003 habitantes (INE 2024).
| Gráfica de evolución demográfica de Velilla de San Antonio entre 1842 y 2021                                          |
| |
| Población de derecho según los censos de población del INE. Población de hecho según los censos de población del INE. |

## Comunicaciones

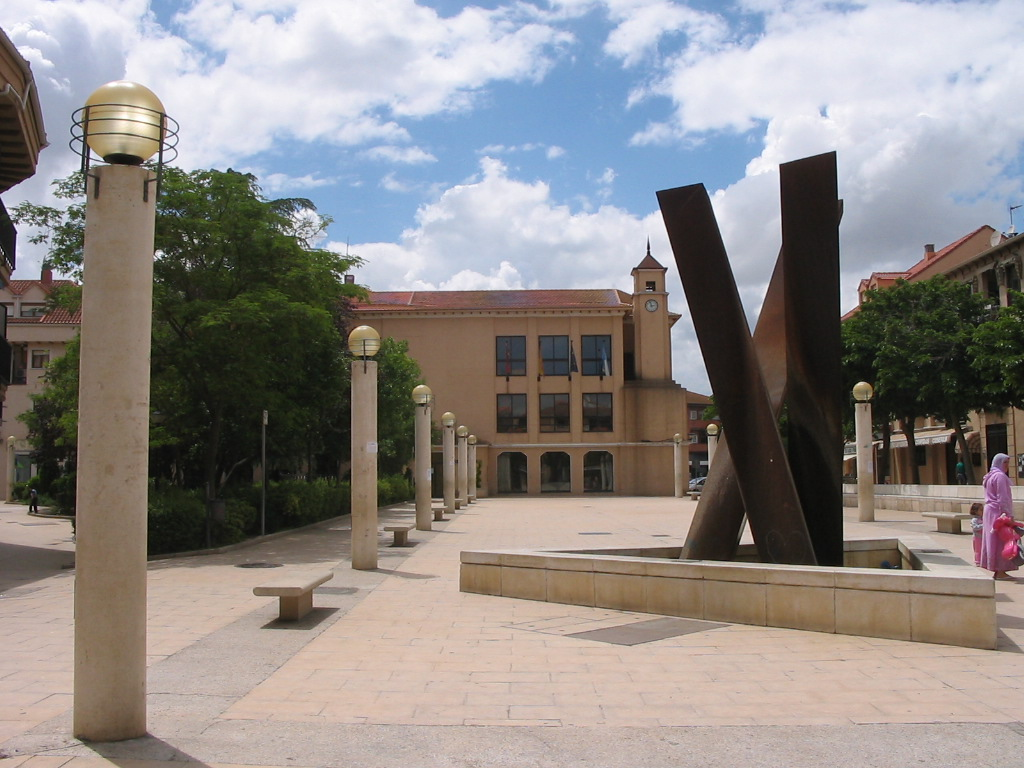
Plaza de la Constitución, fuente de las tres culturas y casa consistorial

### Por carretera
La autopista de peaje radial R3 desde O'Donnell (Madrid) sitúa al municipio a 12 km del centro de Madrid. También dispone de las vías M-208 (Arganda del Rey a Mejorada) y M-217 (Velilla de San Antonio a Loeches).

### Autobús
Las siguientes líneas, operadas por Avanza, prestan servicio en el municipio:
| Diurnos   |                                                                                               |
| Línea     | Recorrido                                                                                     |
| 280       | Coslada (Estación FFCC) - Hospital del Henares - Loeches                                      |
| 284       | Madrid (Avenida de América) – Velilla de San Antonio - Loeches                                |
| 285       | Coslada (Estación FFCC San Fernando) – Velilla de San Antonio - Arganda del Rey               |
| 341       | Madrid (Conde de Casal) – Mejorada del Campo - Velilla de San Antonio                         |
| Nocturnos |                                                                                               |
| N203      | Madrid (Ciudad Lineal) – Coslada - San Fernando de Henares - Velilla de San Antonio / Loeches |

## Educación
En Velilla de San Antonio hay cuatro escuelas infantiles (una pública y tres privadas), dos colegios públicos de educación infantil y primaria, el CEIP Valdemera,y el CEIP Francisco Tomás y Valiente, desde niños de 3 años hasta 12 (educación completa hasta el instituto), y un instituto de educación secundaria, el IES Ana María Matute.
Velilla de San Antonio cuenta con un aula de educación de adultos, dependiente del centro territorial de Arganda del Rey, y un aula Mentor, además de la escuela municipal de música, danza y teatro y la escuela municipal de idiomas, inaugurada en el curso 2013-2014.

## Cultura
Velilla de San Antonio cuenta con dotaciones municipales para el ámbito de la cultura. El auditorio Mariana Pineda forma parte de la Red de Teatros de la Comunidad de Madrid. Otros espacios culturales son la biblioteca municipal María Moliner, el centro de artes plásticas, la sala municipal Plaza de las Velillas, la Casa de la Juventud y el centro municipal de asociaciones.
El auditorio Mariana Pineda ha acogido estrenos nacionales de espectáculos teatrales, musicales y de danza. Tiene una capacidad de 450 butacas y dispone de una segunda sala (Sala Azul) para eventos que requieren un menor aforo.

### Fiestas locales
- Día de la tortilla, celebración que coincide en el calendario con el jueves Lardero o Jovelardero.
- Encuéntrate en Velilla, feria de las asociaciones y entidades ciudadanas. Se celebra el segundo domingo de mayo.
- Fiestas patronales en honor del Santísimo Cristo de la Paciencia, en la última semana de septiembre.

### Deporte
La educación para el deporte se realiza a través de las Escuelas Deportivas Municipales, que abarcan especialidades como fútbol, fútbol sala, fútbol 7, baloncesto, patinaje, gimnasia rítmica, ciclismo, judo, karate y tenis. Las instalaciones deportivas municipales La Cantera ofrecen actividades deportivas para jóvenes y adultos, como aeróbic, ciclo-indoor, pilates y otras variantes.

## Administración y política
Elecciones de 2023:
- PSOE: 7 concejales
- PP: 4 concejales
- Hacer Nación: 2 concejales
- Vox: 2 concejales
- Más Madrid-Verdes Equo: 1 concejal

Elecciones de 2019:
- PSOE: 7 concejales
- Ciudadanos-Partido de la ciudadanía: 2 concejales
- PP: 2 concejales
- España 2000: 2 concejales
- Izquierda Unida - Los Verdes: 1 concejal
- Podemos: 1 concejal
- Vox: 1 concejal
- VIVE-VELILLA: 1 concejal

Elecciones de 2015:
- PSOE: 4 concejales
- PP: 4 concejales
- Somos Velilla: 4 concejales
- Izquierda Unida - Los Verdes: 2 concejales
- VIVE-VELILLA: 1 concejal
- España 2000: 1 concejal
- UPyD: 1 concejal

Elecciones de 2011:
- PP: 8 concejales
- PSOE: 4 concejales
- UPyD: 2 concejales
- IVCC: 2 concejales
- Izquierda Unida - Los Verdes: 1 concejal

Elecciones de 2007:
- PSOE: 6 concejales
- PP: 5 concejales
- IU: 2 concejales

El PSOE e IU tenían un pacto de gobierno que sustentaba a la alcaldesa socialista. El 3 de diciembre de 2009, después de que la alcaldesa retirase las competencias a los concejales de IU que habían denunciado irregularidades en la gestión de la escuela deportiva de tenis, los concejales del PP e IU registraron la moción de censura para gobernar juntos. El concejal de deportes era Antonio Montes que en aquellos momentos militaba en Izquierda Unida de Velilla de San Antonio, junto con Juana Balas. Más tarde, ambos miembros de IU fueron expulsados de Izquierda Unida y formaron una nueva agrupación política llamada Izquierda de Velilla Contra la Corrupción.
El resultado de la moción de censura fue que resultó elegido alcalde Julián Sánchez Alarilla del Partido Popular.
| Periodo   | Nombre                                                                  | Partido                                             |
| --------- | ----------------------------------------------------------------------- | --------------------------------------------------- |
| 1979-1983 | Sebastián Martín Ruiz Ortega                                            | UCD                                                 |
| 1983-1987 | Antonio Alonso Rodrigo                                                  | Candidatura Independiente de Velilla de San Antonio |
| 1987-1991 | Manuel Sánchez Navarro                                                  | PSOE                                                |
| 1991-1995 | Manuel Sánchez Navarro                                                  | PSOE                                                |
| 1995-1999 | Manuel Sánchez Navarro                                                  | PSOE                                                |
| 1999-2003 | Manuel Sánchez Navarro                                                  | PSOE                                                |
| 2003-2007 | María Dolores Agudo Masa                                                | PSOE                                                |
| 2007-2011 | María Dolores Agudo Masa (2007-2009) Julio Sánchez Alarilla (2009-2011) | PSOE y PP                                           |
| 2011-2015 | Julio Sánchez Alarilla                                                  | PP                                                  |
| 2015-2019 | Antonia Alcázar Jiménez                                                 | PSOE                                                |
| 2019-2023 | Antonia Alcázar Jiménez                                                 | PSOE                                                |
| 2023-act. | Antonia Alcázar Jiménez                                                 | PSOE                                                |

## Símbolos
El escudo heráldico y la bandera que representan al municipio fueron aprobados oficialmente el 7 de marzo de 1991. El escudo se define a partir del siguiente blasón:

Escudo partido: Primero, de gules, una cruz de doble traversa o patriarcal, de oro; segundo. de oro, una torre de piedra incendiada y terrazada, todo al natural. Va timbrado con la Corona Real Española.
Boletín Oficial del Estado n.º 98 de 22 de abril de 1991

La descripción textual de la bandera es la siguiente:

Bandera de proporción 2:3, dividida en aspa, de color azul, las proporciones superior e inferior y de color blanco las laterales; en su centro. el escudo municipal timbrado.
Boletín Oficial del Estado n.º 98 de 22 de abril de 1991